# Fitzhugh Townsend
Samuel George Fitzhugh Townsend (* April 1872 in New York City; † 11. Dezember 1906 ebenda) war ein US-amerikanischer Fechter.
Bei den Olympischen Spielen 1904 in St. Louis erhielt die Florett-Mannschaft aus Arthur Fox, Charles Tatham und ihm Silber, im Degen-Einzel belegte er den fünften Platz.
Er starb 1906 an Typhus und wurde auf dem Friedhof Trinity Cemetery in New York begraben.